# Les jardins de Roquelin
Los jardines de Roquelin (en francés: Les jardins de Roquelin) son una rosaleda y jardín botánico, con una extensión en la finca de 1 hectáreas, en Meung-sur-Loire, Francia. 
El jardín está situado en el interior del perímetro de Val de Loire inscrito como Patrimonio de la Humanidad de la UNESCO.
Está catalogado como «Jardin Remarquable» (jardín notable) en el 2010.

## Localización
Meung-sur-Loire es una población y comuna francesa, situada en la región de Centro, departamento de Loiret, en el distrito de Orléans y cantón de Meung-sur-Loire. Los jardines de Roquelin se encuentra en la proximidad del río Loira
Les jardins de Roquelin Roquelin, Code Postal 45130 Meung-sur-Loire, Département Loiret, Centre-Val de Loire, France-Francia. 
Planos y vistas satelitales, 47°49′43″N 1°41′54″E / 47.82861, 1.69833
Está abierto de 30 de abril a 16 de octubre, todos los días salvo el martes de 10H a 18H y se cobra una tarifa de entrada.

## Historia
Los jardines de Roquelin nacen alrededor de una antigua granja junto al río Loira en Meung-sur-Loire. Este jardín de propiedad privada cubre una hectárea.

## Colecciones botánicas
Las temáticas del jardín se entremezclan así la rosaleda que alberga unas 400 variedades de rosas en su mayor parte de rosas antiguas en una presentación en jardín « à l’anglaise », las pérgolas, los jardines de plantas perennes (espuelas, geranios, iris, salvia, tártago. .) con plantas trepadoras y arbustivas, huerto, estanques con plantas acuáticas.
Repartidas por el jardín hay numerosas estructuras barreras, espalderas, realizadas en madera de castaño como las que se realizan para las vides lo que da la impresión de un espíritu medieval. La tienda y el vivero completan el recorrido.